# Ernst Rothauser

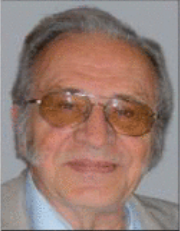
Ernst Rothauser

Ernst Rothauser (* 7. Juli 1931 in Wien; † 4. August 2015 in Reichenburg) war ein österreichischer Wissenschaftler. Als Mitglied im sogenannten „Mailüfterlteam“ des Computerpioniers Heinz Zemanek arbeitete Rothauser an Österreichs erstem Transistorcomputer. Nach seiner Dissertation wurde Rothauser vom Forschungslabor der IBM in Zürich engagiert. Rothauser wirkte dort bis zu seiner Pensionierung 1995.

## Leben und Werk
Ernst Rothauser war mit Erni Rothauser verheiratet. Aus der Ehe gingen die Tochter Veronika und der Sohn Martin hervor, die heute ebenfalls im Informatikbereich tätig sind.

### Team Mailüfterl

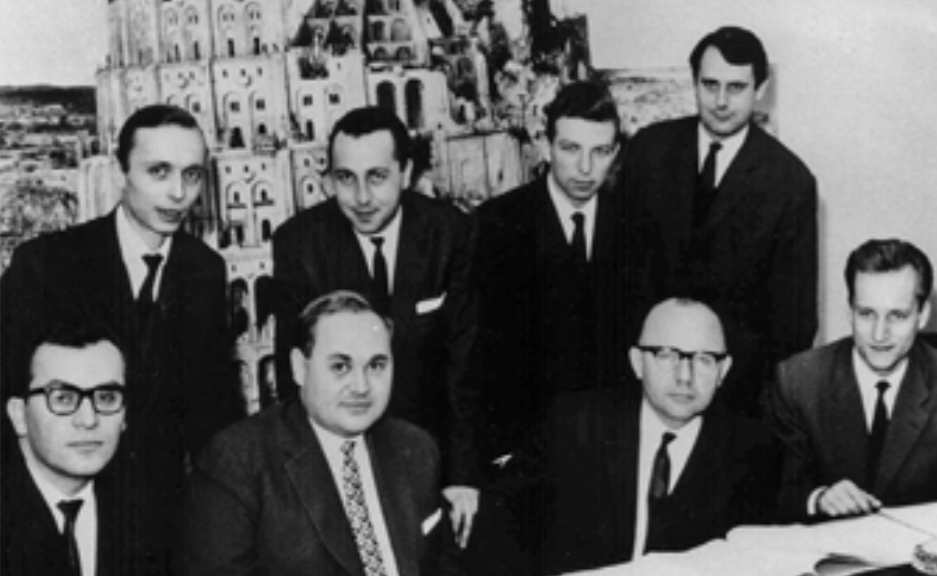
Team Mailüfterl

Ab 1954 entwickelte Heinz Zemanek mit einem Team von Studenten das Mailüfterl, den ersten Transistorcomputer Europas. Zu diesem Team gehörten unter anderem:
- Kurt Bandat
- Rudolf Bodo[6]
- Hans Gerasdorfer – externer Magnettrommelspeicher[7]
- Hans Grasl – externer Magnettrommelspeicher
- Viktor Kudielka[8]
- Georges Leser, † 1974
- Peter Lucas, † 2015[4][9]
- Eugen Mühldorf[7]
- Ernst Rothauser, † 2015
- Norbert Teufelhart, †
- Kurt Walk[10]
- Heinz Zemanek, † 2014[5]

### Dissertation
1960 stellte Ernst Rothauser seine Dissertation über Vocoder an der Technischen Hochschule Wien fertig. Der Vocoder, Bestandteil des Siemens-Synthesizers, stand Anfang der sechziger Jahre erstmals für die musikalische Nutzung zur Verfügung. Gegen Ende der siebziger Jahre fanden Vocoder als kommerziell produziertes Effektgerät oder eigenständiges Instrument, ausgestattet mit einem Keyboard, Verbreitung.

### Weitere wissenschaftliche Arbeiten
Rothauser verfügt über eine Reihe von Patenten die im Rahmen seiner wissenschaftlichen Arbeiten im Forschungslabor der IBM patentiert wurden. Ein herausragendes Patent stammt aus dem Jahre 1980 und beschäftigt sich mit Switches. Switches fanden gegen Ende der 90er Jahre Beginn des 21sten Jahrhunderts große Verbreitung da der Bedarf nach schnellen Netzwerken rasant anstieg.

### Richtungsweisende Projekte (Auszug)
- Übergang HOST-Services zur Client-Server-Architektur (1990–1995) für das IBM-Labor Zurich/Rüschlikon –  ""[13]

### Patente (Auszug)
- Anordnung zur Veränderung des Grundtones, der Sprechgeschwindigkeit und der Klangfarbe von nach dem Vocoderprinzip analysierten Sprachsignalen, 1965[14]
- Verfahren und Anordnungen zur Verbesserung der Sprachqualität von Kanalvocodern, 1966,[15]
- Verfahren und Einrichtung zum Kontrollieren des Zugriffs auf ein Nachrichtennetzwerk[16]
- Flow control mechanism for block switching nodes, Philippe A. Janson, Hans R. Muller, Ernst H. Rothauser
- Data retrieval system for replying to inquiries in synthesized vocal sound, Ernst Rothauser, Weil im Schönbuch, Helmut Lamparter, Kurt Bergmann, Günter Knauft, Wilhelm G. Spruth
- Verfahren und Anordnung zur Nachrichtenuebertragung nach dem Vocoderprinzip, 1962[17]

### Publikationen
- "Ein Impulsverfahren zur Sprachübertragung nach dem Vocoderprinzip". Dissertation an der TU Wien, 1960
- "The integrated vocoder and its application in computer systems", 1966 IBM Journal of Research and Development[18]
- "IEEE Standard Method for Measurement of Weighted Peak Flutter of Sound Recording and Reproducing Equipment", 1972, ISSN 0018-9278
- "IEEE An Effective Scheduling Algorithm for Parallel. Transaction Processing Systems", ISBN 0-7803-3725-5
- "IEEE Recommended Pratice for Speech Quality Measurements", Rothauser, 2003, ISSN 0018-9278
- "History-Based Batch Job Scheduling on Workstation Clusters", Rothauser, Wespi, 1997
- "Simulated Vocoder Analysis", Ernst Rothauser, Dietrich Maiwald, 1968 Acoustical Society of America
- "History-Based Batch Job Scheduling on Workstation Clusters", Andreas Wespi, Ernst Rothauser[19]